# Back Stage
〈Back Stage〉(백 스테이지)는 2016년 8월 31일에 발매된 w-inds.의 37번째 싱글이다.

## 앨범 종류

### 초회한정반 A
1. Back Stage
2. Treasure
3. Back Stage(Instrumental)
4. Treasure(Instrumental)

### 초회한정반 B
1. Back Stage
2. Drop Drop
3. Back Stage(Instrumental)
4. Drop Drop(Instrumental)

### 통상반
1. Back Stage
2. No matter where you are
3. Back Stage(Instrumental)
4. No matter where you are(Instrumental)

## 차트
- 오리콘 위클리차트 5위를 기록하였다. (16/9/7)
- 뮤직스테이션 CD 랭킹 8위를 기록하였다. (16/9/2)
- CDTV 랭킹 6위를 기록하였다 (16/9/9)
- 빌보드 뮤직재팬 차트 16위를 기록하였다. (16/9/7)